# Igor Jurin
Igor Stanisławowicz Jurin (ros. Игорь Станиславович Юрин, ur. 3 lipca 1982) – kazachski piłkarz grający na pozycji pomocnika, reprezentant kraju.

## Kariera piłkarska

### Kariera klubowa
Jurin rozpoczął karierę w Żetysu Tałdykorgan. Występował także w rosyjskim Rotorze Wołgograd, Szachtiorze-Ispat-Karmiet Karaganda, FK Atyrau, Żengysie Astana, Ekibastuzcu Ekibastuz, Tobyle Kustanaj, Irtyszu Pawłodar, a obecnie gra w Okżetpesie Kokczetaw.

### Kariera reprezentacyjna
W reprezentacji Kazachstanu zadebiutował 14 sierpnia 2013 roku w meczu towarzyskim przeciwko Gruzji. Rozegrał 2 spotkania.
| Mecze i gole w reprezentacji | Mecze i gole w reprezentacji | Mecze i gole w reprezentacji | Mecze i gole w reprezentacji | Mecze i gole w reprezentacji | Mecze i gole w reprezentacji | Mecze i gole w reprezentacji |
| Kazachstan                   | Kazachstan                   | Kazachstan                   | Kazachstan                   | Kazachstan                   | Kazachstan                   | Kazachstan                   |
| Lp.                          | Data                         | Miasto                       | Przeciwnik                   | Gol                          | Wynik                        | Rozgrywki                    |
| ---------------------------- | ---------------------------- | ---------------------------- | ---------------------------- | ---------------------------- | ---------------------------- | ---------------------------- |
| 1.                           | 14.08.2013                   | Astana                       | Gruzja                       |                              | 1:0                          | towarzyski                   |
| 2.                           | 15.10.2013                   | Dublin                       | Irlandia                     |                              | 1:3                          | el. MŚ 2014                  |